# Kate Capshaw
Kathleen Sue Spielberg, leánykori nevén Nail, művésznevén Kate Capshaw (Fort Worth, Texas, 1953. november 3. –) amerikai színésznő.
Legismertebb alakítása Willie Scott volt későbbi férje, Steven Spielberg 1984-es Indiana Jones és a végzet temploma című filmjében. Egyéb filmjei közé tartozik Az álomküzdők (1984), a Hatalom (1986), az Űrtábor (1986), a Fekete eső (1989), A sors útjai (1994), az Egy igaz ügy (1995) és A szerelmes levél (1999).

## Fiatalkora és tanulmányai
Kate Capshaw Beverley Sue Simon és Edwin Leon Nail gyermeke. Anyja kozmetikusként, majd egy utazási irodában dolgozott, apja pedig egy légitársaság alkalmazottja volt. Amikor a kislány ötéves lett, családjával St. Louis-ba költöztek. Középiskolai tanulmányait a Hazelwood Senior High-ban fejezte be 1972-ben. Ezután a Missouri Egyetemen szerzett tanári diplomát. Két középiskolában is tanított, tanulási nehézségekkel küzdő diákok fejlesztésével foglalkozott.

## Színészi pályafutása
1981-ben tűnt fel először a képernyőn, a The Edge of Night című krimisorozatban. 1984-ben vált ismertté, miután későbbi férje, Steven Spielberg 120 színésznőt elutasítva talált rá személyében az igazi Willie Scott-ra, az Indiana Jones és a végzet temploma női főszereplőjére. Még ugyanebben az évben főszerepet kapott A legjobb védekezés című vígjátékban is, Dudley Moore és Eddie Murphy oldalán. 
Az 1986-os Űrtábor című filmben Andie Bergstrom szerepében tűnt fel, a Lőj, vagy meghalsz! (1987) című western-tévéfilmben pedig Sam Elliott partnere volt. Ridley Scott 1989-es Fekete eső című akciófilmjében is vállalt egy kisebb szerepet Michael Douglas mellett. 1995-ben Sean Connery és Laurence Fishburne társaságában játszott az Egy igaz ügy című filmdrámában, Laurie Prentiss Armstrong szerepében. 
Legutolsó szereplésére az Arccal a Nap felé című 2002-es tévéfilmben került sor, Clara Bryant és Cybill Shepherd mellett, majd visszavonult a színészettől.

## Magánélete
Az Indiana Jones és a végzet temploma forgatásán ismerte meg Steven Spielberget, a film rendezőjét. 1991-ben házasodtak össze, négy gyermekük született, köztük Sasha Spielberg (1990).

## Filmográfia

### Film
| Év   | Magyar cím                         | Eredeti cím                          | Szerep                    | Magyar hang        |
| ---- | ---------------------------------- | ------------------------------------ | ------------------------- | ------------------ |
| 1982 |                                    | A Little Sex                         | Katherine Harrison        |                    |
| 1984 | Indiana Jones és a végzet temploma | Indiana Jones and the Temple of Doom | Willie Scott              | Eszenyi Enikő      |
| 1984 | Indiana Jones és a végzet temploma | Indiana Jones and the Temple of Doom | Willie Scott              | Götz Anna          |
| 1984 | A legjobb védekezés                | Best Defense                         | Laura Cooper              | Kiss Erika         |
| 1984 | Az álomküzdők                      | Dreamscape                           | Jane DeVries              | Tóth Enikő         |
| 1984 | Az álomküzdők                      | Dreamscape                           | Jane DeVries              | Mezei Kitty        |
| 1984 | Szeles város                       | Windy City                           | Emily Reubens             | Nagy-Kálózy Eszter |
| 1986 | Hatalom                            | Power                                | Sydney Betterman          | Csere Ágnes        |
| 1986 | Űrtábor                            | SpaceCamp                            | Andie Bergstrom           | Andresz Kati       |
| 1988 |                                    | Ti presento un'amica                 | Brunetta                  |                    |
| 1989 | Fekete eső                         | Black Rain                           | Joyce                     | Andresz Kati       |
| 1990 | Az élvhajhász                      | Love at Large                        | Mrs. Ellen McGraw         |                    |
| 1991 |                                    | My Heroes Have Always Been Cowboys   | Jolie Meadows             |                    |
| 1994 | A sors útjai                       | Love Affair                          | Lynn Weaver               |                    |
| 1995 | Egy igaz ügy                       | Just Cause                           | Laurie Prentiss Armstrong | Radó Denise        |
| 1995 | A szerelem színei                  | How to Make an American Quilt        | Sally Dodd                |                    |
| 1997 | A jövevény                         | The Locusts                          | Delilah Ashford Potts     |                    |
| 1997 | A riasztóember                     | The Alarmist                         | Gale Ancona               | Csere Ágnes        |
| 1999 | A szerelmes levél                  | The Love Letter                      | Helen MacFarquhar         | Kovács Nóra        |

### Televízió
| Év   | Magyar cím              | Eredeti cím                        | Szerep             | Megjegyzések                              |
| ---- | ----------------------- | ---------------------------------- | ------------------ | ----------------------------------------- |
| 1981 |                         | The Edge of Night                  | Jinx Avery Mallory | 31 epizód                                 |
| 1982 | Hol vannak a gyerekeim? | Missing Children: A Mother's Story | Elaine Rogers      | - tévéfilm - magyar hangja: - Kovács Nóra |
| 1987 | Lőj, vagy meghalsz!     | The Quick and the Dead             | Susanna McKaskel   | tévéfilm                                  |
| 1987 | Fedőneve: Táncos        | Her Secret Life                    | Annie              | - tévéfilm - magyar hangja: - Kovács Nóra |
| 1988 |                         | Internal Affairs                   | Joanna Gates       | tévéfilm                                  |
| 1993 |                         | Black Tie Affair                   | Margo Cody         | öt epizód                                 |
| 1994 | Szomszédölés            | Next Door                          | Karen Coler        | - tévéfilm - magyar hangja: - Vándor Éva  |
| 1996 |                         | Duke of Groove                     | Rebecka            | rövidfilm                                 |
| 2001 | Női titkok              | A Girl Thing                       | Casey Montgomery   | tévéfilm                                  |
| 2001 | Arccal a Nap felé       | Due East                           | Becky Purdue       | tévéfilm                                  |